# باجيتشوان

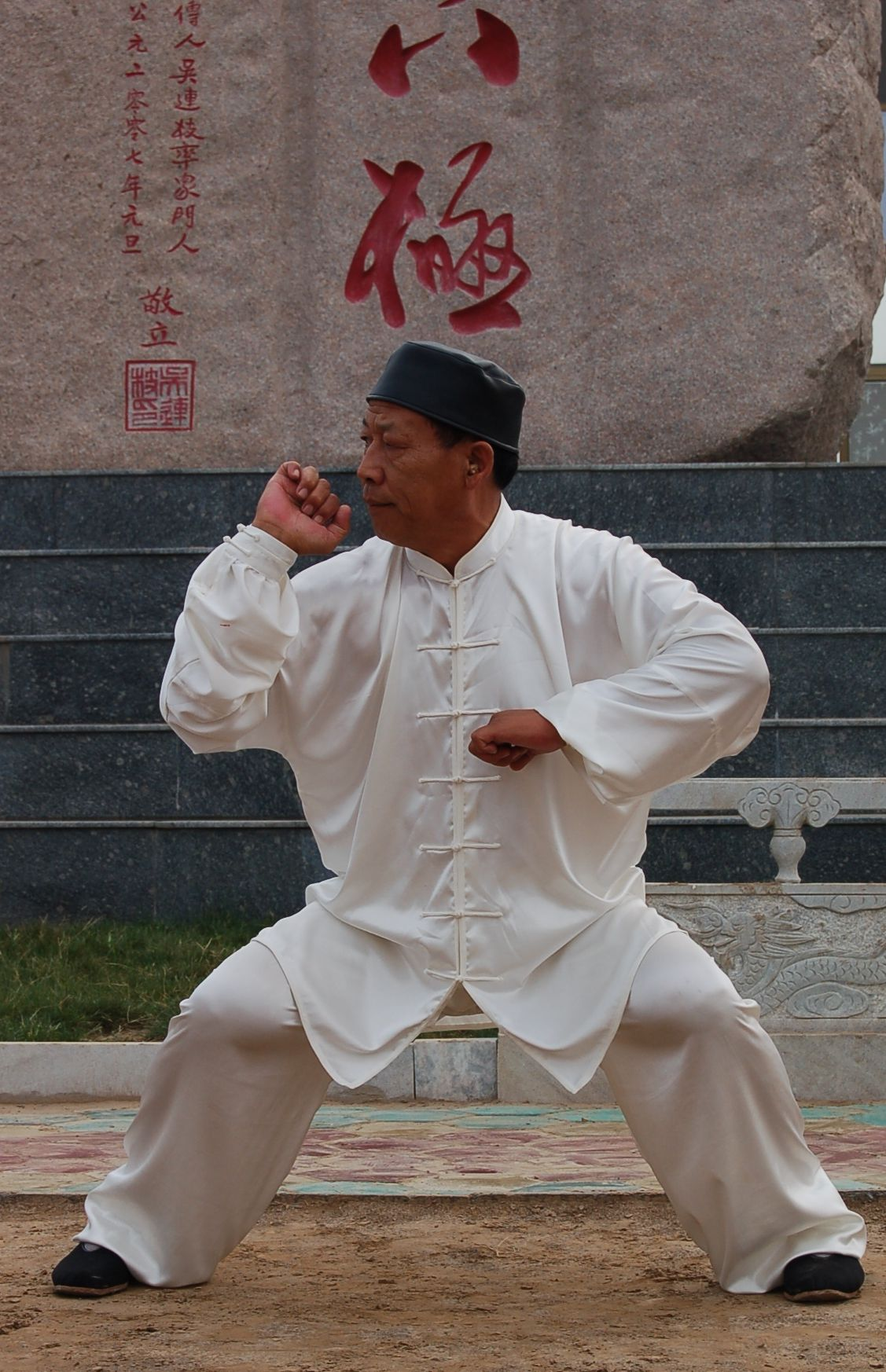

باجيتشوان (بالصينية: 八極拳) هي رياضة فنون قتالية صينية تشتهر بين ذوي القوى الضعيفة وتشتهر باستخدام المرفق والكتف، هذا الفن يعود أصله إلى خبي في شمال الصين وثم إنتقلت إلى تايوان وفي مناطق أخرى من الصين، اسم هذا الفن الكامل هو كاي مين باجي تشوان وألذي يعني البوابة المفتوحة ذات الثمن أطراف.